# Поллыева, Джахан Реджеповна
Джаха́н Редже́повна Поллы́ева (туркм. Jahan Rejep-kyzy Pollyýewa; род. 15 апреля 1960, Ашхабад, Туркменская ССР, СССР) — российский государственный деятель, юрист, спичрайтер, поэт-песенник. Заслуженный деятель искусств Российской Федерации (2021). Лауреат премии Ленинского комсомола (1991). Кандидат юридических наук (1986). Член Союза писателей России.
Длительное время являлась главным спичрайтером президентов России Бориса Ельцина, Владимира Путина и Дмитрия Медведева, пребывала в этом качестве на протяжении самого большого периода времени (в сравнении с её коллегами) в истории постсоветской России. Руководила подготовкой посланий Президента России Федеральному Собранию РФ, текстов публичных выступлений главы государства. С 2012 по 2016 гг. являлась Руководительницей Аппарата Государственной Думы Федерального Собрания РФ. С 2016 г. — вице-президент АО «Объединённая судостроительная корпорация».
Автор слов к ряду песен, написанных совместно с композиторами Игорем Крутым, Игорем Матвиенко и другими.

## Происхождение и образование
Джахан Поллыева родилась 15 апреля 1960 года в Ашхабаде в семье преподавателей Туркменского государственного университета имени М. Горького. Её отец работал преподавателем истории зарубежной литературы, мать — преподавателем английского языка. Дед преподавал политэкономию, а бабушка была судьёй Верховного Суда Туркменской ССР. Второй дед Поллыевой, пройдя всю Великую Отечественную войну, погиб во время битвы за Берлин в апреле 1945 года. Ему она впоследствии посвятила песню «Апрель» (стихи и музыка Д. Поллыевой), которую исполнил Марк Тишман.
В 1977 году окончила среднюю школу № 12 города Ашхабада. В том же году поступила на юридический факультет Туркменского государственного университета имени М. Горького. В связи с переводом мужа (комсомольского работника) в Москву, была переведена на юридический факультет МГУ. Училась на одном курсе с будущими крупным коммерсантом Александром Мамутом, главой ГТК, а затем послом России в Словении Михаилом Ваниным и адвокатом — партнёром бюро Генри Резника.
В 1982 году с отличием окончила юридический факультет Московского государственного университета имени М. В. Ломоносова и поступила в аспирантуру.
В 1986 году окончила аспирантуру Института государства и права Академии наук СССР, под научным руководством профессора В. П. Казимирчука успешно защитив диссертацию на соискание учёной степени кандидата юридических наук на тему: «Правовое поведение личности и религиозные нормы».

## Карьера

### Начало пути
В 1986—1990 годах — младший научный сотрудник, старший научный сотрудник, заведующая политико-правовым отделом Научно-исследовательского центра при Институте молодёжи ЦК ВЛКСМ и Госкомтруда СССР. Один из руководителей группы разработчиков Закона СССР «Об общих началах государственной молодёжной политики в СССР» (принятого в 1991 году), за что была удостоена премии Ленинского комсомола. По мнению некоторых наблюдателей, разрабатывая законопроект, Поллыева тем самым первой в стране официально заговорила о правах молодёжи.
В 1990—1991 годах — главный специалист, консультант аппарата Московского городского Совета народных депутатов, помощник первого заместителя председателя Моссовета С. Станкевича.
В 1991—1992 годах — руководитель отдела социально-политического анализа и прогнозирования аппарата Государственного советника РСФСР по политическим вопросам С. Станкевича, член коллегии аппарата Государственного советника РСФСР по политическим вопросам.
В 1992—1993 годах — консультант Администрации Президента РСФСР.
Принимала активное участие в подготовке президентского проекта Конституции Российской Федерации, за что спустя много лет была удостоена почётной грамоты Президента РФ.
В декабре 1993 года баллотировалась в Государственную Думу по списку Российского движения демократических реформ, которое возглавлял мэр Санкт-Петербурга А. Собчак. Движение не преодолело 5 % избирательный барьер.
В 1993—1995 годах — советник заместителя Председателя Правительства РФ С. Шахрая.
С 1995 года по апрель 1997 года — ответственный секретарь, вице-президент информационного агентства «Интерфакс».

### Приближение «к верхам»
В апреле — августе 1997 года — советник первого заместителя Председателя Правительства РФ — Министра топлива и энергетики РФ Б. Немцова.
В августе — октябре 1997 года — помощник Руководителя Администрации Президента РФ В. Юмашева. По данным СМИ, именно в этот период времени Поллыева сблизилась с дочерью Б. Ельцина — советником Президента РФ Т. Дьяченко.
30 октября 1997 года была назначена на должность старшего референта Президента РФ. 26 января 1998 г. был присвоен квалификационный разряд (классный чин) действительного государственного советника РФ 1 класса.
19 мая 1998 года была освобождена от должности старшего референта Президента РФ в связи с переходом на другую работу.
20 мая 1998 года назначена руководителем секретариата Председателя Правительства РФ С. Кириенко на время исполнения им своих полномочий. 28 августа 1998 г. была освобождена от занимаемой должности в связи с прекращением С. Кириенко исполнения полномочий Председателя Правительства РФ. Вернулась на работу в Администрацию Президента РФ.

### В руководстве Администрации Президента
С 16 сентября 1998 года по 3 июня 2000 года — заместительница Руководителя Администрации Президента РФ. Сумела сберечь этот пост при двух последующих после В. Юмашева руководителях Администрации Президента РФ: в декабре 1998 года, когда Юмашева сменил Н. Бордюжа, следом в марте 1999 года, когда руководителем президентской администрации стал А. Волошин.
3 июня 2000 года указом нового Президента РФ В. Путина была вновь назначена заместителем Руководителя Администрации Президента РФ.
Сохранила занимаемую должность в октябре 2003 года, когда на смену действующему Руководителю Администрации Президента РФ А. Волошину пришёл Д. Медведев. По данным СМИ, вела аппаратную борьбу со своим коллегой — другим заместителем Руководителя Администрации Президента РФ В. Сурковым, который всё-таки сумел переиграть Поллыеву и по сути дела впоследствии занял её кресло.
В результате проведения реформы Администрации Президента РФ: со 2 марта 2004 года по 13 января 2012 года — помощница Президента РФ. 13 мая 2008 года была переназначена на этот пост вступившим в должность Президента РФ Д. Медведевым.
Осуществляла общее руководство деятельностью Референтуры Президента РФ. Руководила подготовкой ежегодных посланий Президента РФ Федеральному собранию РФ и иных программных документов Президента РФ, а также текстов его публичных выступлений. Лично руководила написанием речей для президентов Б. Ельцина, В. Путина и Д. Медведева. В СМИ утверждалось, что она ввела у президентских спичрайтеров строгую иерархию и значительно увеличила их штат. Поллыевой принадлежит инициатива трехкратного сокращения объёма текстов ежегодных посланий Президента РФ парламенту и введения практики выдачи письменного варианта послания только вслед за выступлением главы государства. Все эти меры способствовали повышению интереса к посланию Президента РФ у его слушателей (первых лиц государства, членов правительства, парламентариев, аппаратных чиновников и экспертов).
Курировала также вопросы образования и науки, организовывала работу Совета при Президенте РФ по науке, технологиям и образованию, а с ноября 2004 г. стала также координировать вопросы гуманитарного сотрудничества с государствами-участниками СНГ. С августа 2004 г. одновременно — секретарь Совета при Президенте РФ по науке, технологиям и образованию, и вместе с этим с ноября 2004 г. — специальный представитель Президента РФ по вопросам гуманитарного сотрудничества с государствами-участниками Содружества Независимых Государств.

### Во главе аппарата Государственной Думы
4 декабря 2011 года прошли очередные выборы в Государственную Думу. 26 декабря Комитет по регламенту и организации работы Госдумы поддержал кандидатуру Поллыевой на должность руководительницы Аппарата Государственной Думы. 12 января 2012 г. кандидатура Поллыевой была утверждена Советом Государственной Думы.
13 января 2012 года указом Президента РФ Д. Медведева была освобождена от должности помощницы Президента РФ в связи с переходом на другую работу.
14 января 2012 года была назначена на должность Руководителя Аппарата Государственной Думы Федерального Собрания РФ.
20 октября 2016 года освободила пост в связи с прекращением работы Государственной Думы ФС РФ VI созыва, передав дела Татьяне Вороновой.

### В отставке
После ухода на пенсию по выслуге лет на государственной гражданской службе заняла должность вице-президента акционерного общества «Объединенная судостроительная корпорация» в Санкт-Петербурге. Курирует вопросы взаимодействия корпорации с органами государственной власти и связи с общественностью.

## Оценки и мнения
Вошла в современную политическую историю России как самый профессиональный спичрайтер Президента РФ. Речи главы государства, подготовленные под её руководством, отличались особенной стилистикой, лаконичностью, основательной аргументированностью и последовательностью. Каждая новая речь несла в себе оригинальность. Кроме того, Поллыева за годы своей длительной карьеры в президентской администрации наработала авторитет умного, коммуникабельного и серьёзного профессионала-аппаратчика не только среди руководства администрации — в её советах нуждались сами главы государства (Б. Ельцин, В. Путин, Д. Медведев) и российские премьеры (С. Кириенко, В. Черномырдин, Е. Примаков и С. Степашин).
Непубличная фигура, нечасто даёт интервью СМИ. Однако в последнее время довольно часто посещает широкие публичные мероприятия, организованные ведущими деятелями российского шоу-бизнеса: участвует в церемониях вручения народной премии «Золотой граммофон», исполняет музыкальные композиции в паре с И. Матвиенко и А. Буйновым, который, по её словам, является её старым другом. Поллыева пишет короткие рассказы и стихи, увлекается пением. Записала диск с исполнением романсов разных авторов, тот, что был распространен ограниченным тиражом посреди друзей и знакомых. Коллекционирует красное вино, посещает тренажёрный зал, занимается гимнастикой.

## Творчество
Поэт-песенник. Сотрудничает с Игорем Матвиенко, Игорем Крутым и другими российскими композиторами. Автор текстов ряда популярных песен в исполнении звезд отечественного шоу-бизнеса, а в редких случаях — их исполнитель:
- «Опять метель» (исп. Алла Пугачёва, Кристина Орбакайте)
- «Я смогу» (исп. Алла Пугачёва)
- «Избранница» (исп. Николай Басков)
- «Женская весна» (исп. Людмила Соколова)
- «Прощай» (исп. Сати Казанова)
- «Зачем» — перевод текста песни Адриано Челентано «Confessa» (исп. Александр Буйнов)
- «От любви умирают» (исп. Александр Буйнов)
- «Апрель» (исп. Марк Тишман)
- «Мы сжигаем себя» (исп. Анастасия Спиридонова)
- «Половинка» (исп. Марк Тишман и Виктория Дайнеко)
- «Многоточие» (исп. гр. «Корни» и Виктория Дайнеко)
- «Сердце» (исп. Валерия, Александр Буйнов)[21]
- «Ностальгия — французское слово» (исп. Игорь Миркурбанов)[22]
- «Туман» (исп. Анжелика Агурбаш)
- «Похолодание» (исп. Сергей Нарышкин, Николай Расторгуев, Александр Буйнов и др.)[23]
- «Там, далеко» (исп. Сергей Волчков)[24]
- «Жить» в соавторстве с Виктором Селезнёвым, Игорем Матвиенко, Александром Шагановым и Тимати. Песню исполняет супергруппа из 27 артистов российской эстрады (2016)
- «Прости любовь» (исп. Джахан Поллыева и Игорь Миркурбанов)
- «Ола» (исп. Джахан Поллыева)
- «Я тебя теряю» (исп. Джахан Поллыева и Сергей Волчков)
- «Когда темно» (исп. Джахан Поллыева и Детский хор Академии Игоря Крутого «Новая волна»)
- «Ты переехал мой покой» (исп. Джахан Поллыева и Мария Воронова)
- «Дом» (исп. Анжелика Агурбаш)
- «Комета» (исп. Анастасия Спиридонова)
- «Наверно» (исп. Джахан Поллыева и Анастасия Спиридонова)
- «Личное» (исп. Марк Тишман)
- «Уезжай» (исп. Виктория Дайнеко)
- «Там» (исп. Джахан Поллыева)
- «Я должна» (исп. Джахан Поллыева и Людмила Соколова)
- «Мне стало нравиться» (исп. Людмила Соколова)
- «Капелька» (исп. гр. «Фабрика»)
- «Новый год» (исп. Митя Фомин и Яна Кошкина)
- «А я тебя еще люблю» (исп. Анастасия Спиридонова)
- «Любовь» (исп. Александр Буйнов)
- «Двое» (исп. Джахан Поллыева и Александр Буйнов)
- «Встречать не устану» (исп. Джахан Поллыева)
- «Новый год» (исп. Игорь Крутой и Детский хор Академии Игоря Крутого «Новая волна»)

В апреле 2016 г. отметила свой день рождения юбилейным творческим вечером в театре Александра Градского (Москва), на котором присутствовали Светлана Медведева, Сергей Нарышкин и другие известные политики и звезды российского шоу-бизнеса.
В январе 2018 г. в Московском музыкальном театре «Геликон-Опера» состоялся авторский вечер Джахан Поллыевой «Я спеть хочу вам о любви», программу которого пополнили премьерные музыкальные композиции.

## Семья
Муж — Михаил Юрьевич Казачков, генеральный директор ООО «РВС-Холдинг», председатель правления «Ассоциации Вертолетной Индустрии», мастер спорта по вертолётному спорту, призёр чемпионата мира 2006 г.
Бывший супруг — экс-функционер ВЛКСМ и отставной следователь.
Брат был работником прокуратуры, погиб в результате пьяной ссоры в ресторане.
Сын — Азат Каррыев, работает в департаменте взаимодействия со СМИ РАО «ЕЭС».
Младшая сестра — Абадан Поллыева, ранее работала в Посольстве России в Туркменистане, затем переехала в Москву и заняла место заместителя председателя Исполнительного комитета Электроэнергетического совета СНГ, в настоящее время — начальник организационно-аналитического департамента Постоянного комитета Союзного государства России и Белоруссии.

## ДТП со служебным автомобилем
В ночь с 23 на 24 ноября 2011 года у дома № 41 по Варшавскому шоссе в Москве служебный автомобиль марки «BMW 750» Джахан Поллыевой попал в ДТП, следствием которого стала смерть водителя «Лады» 14 модели, студента Альберта Салчака. Было возбуждено уголовное дело по факту гибели водителя ВАЗ 2114 с номерным знаком «666».

## Награды
- Премия Ленинского комсомола (1991) — за разработку Закона СССР «Об общих началах государственной молодёжной политики в СССР»
- Орден Почёта (2001) — за многолетнюю добросовестную государственную службу[28]
- Благодарность Президента Российской Федерации (2003) — за активное участие в подготовке Послания Президента Российской Федерации Федеральному собранию на 2003 год[29]
- Благодарность Президента Российской Федерации (2004) — за активное участие в подготовке Послания Президента Российской Федерации Федеральному собранию на 2004 год [30]
- национальная премия общественного признания достижений женщин «Олимпия» (2005) Российской академии бизнеса и предпринимательства[31].
- Орден «Дружба» (Узбекистан, 2006)[32].
- Почётный командор Московской командерии вин Бордо (2006)[33].
- Почётная грамота Президента Российской Федерации (2008) — за активное участие в подготовке проекта Конституции Российской Федерации и большой вклад в развитие демократических основ Российской Федерации[8]
- Благодарность Президента Российской Федерации (2010) — за активное участие в подготовке послания Президента Российской Федерации Федеральному собранию Российской Федерации[34]
- Орден «За заслуги перед Отечеством» III степени (2010) — за большие заслуги перед государством и многолетнюю плодотворную работу по обеспечению деятельности Президента Российской Федерации[35]
- Медаль Мхитара Гоша (Армения, 2011) — за углубление образовательно-культурных связей Армении и Российской Федерации, а также вклад в институциональное развитие гуманитарного сотрудничества в рамках СНГ[36]
- Грамота Содружества Независимых Государств (2011) — за активную работу по укреплению и развитию Содружества Независимых Государств[37]
- Орден Александра Невского (2015) — за достигнутые трудовые успехи, многолетнюю добросовестную работу и активную общественную деятельность[38]
- Заслуженный деятель искусств Российской Федерации (2021) — за заслуги в области отечественной культуры и искусства, активную общественную деятельность по сохранению исторического наследия Российской Федерации и многолетнюю добросовестную работу[39]